# Shabaobu
Shabaobu (kinesiska: 沙包堡, 沙包堡镇) är en köping i Kina. Den ligger i provinsen Guizhou, i den sydvästra delen av landet, omkring 95 kilometer sydost om provinshuvudstaden Guiyang.